# Nieuport (Belgique)
Pour les articles homonymes, voir Nieuport et Nieuwpoort.
Nieuport (en néerlandais : Nieuwpoort) est une ville côtière de Belgique, située en Région flamande dans la province de Flandre-Occidentale. Le port de Nieuport est situé sur l'estuaire de l'Yser, au bord de la mer du Nord. Pouvant accueillir plus de 2 000 bateaux, ce port de plaisance (et de pêche) est l'un des plus vastes de l'Europe du Nord.

### Carte

Sections de Nieuport et voisines. Les zones en jaune représentent les agglomérations.

## Géographie

### Sections de la commune
| # | Section            | Superf. (km2) | Habitants (2020) | Habitants par km2 | Code INS |
| - | ------------------ | ------------- | ---------------- | ----------------- | -------- |
| 1 | Nieuport (I)       | 10,49         | 10 747           | 1 025             | 38016A   |
| 2 | Saint-Georges (II) | 5,54          | 319              | 58                | 38016B   |
| 3 | Ramscapelle (III)  | 15,37         | 562              | 37                | 38016C   |

### Communes limitrophes
- a. Lombartzyde (commune de Middelkerke)
- b. Westende (commune de Middelkerke)
- c. Slype (commune de Middelkerke)
- d. Mannekensvere (commune de Middelkerke)
- e. Schore (commune de Middelkerke)
- f. Pervyse (commune de Dixmude)
- g. Furnes
- h. Boitshoucke (commune de Furnes)
- i. Wulpen (commune de Coxyde)
- j. Ostdunkerque (commune de Coxyde)

|        |          |             |
| Coxyde | Nieuport | Middelkerke |
| Furnes |          | Dixmude     |

## Histoire
Au XIe siècle, pendant la transgression marine Dunkerque III, la mer envahit pour la dernière fois la Flandre-Occidentale. La population se réfugia sur les terres qui émergeaient, notamment Zandhoofd (orthographié Sandashovad ou encore Sandeshove). L'ensablement progressif du bras nord de l'Yser et du port de Lombartzyde poussèrent le comte de Flandre Philippe d'Alsace à créer un nouveau port à l'emplacement de Zandhoofd. En 1163, il conféra une charte à Novus Portus (nouveau port), un nom qui finit par l'emporter sur celui de Zandhoofd.
L'abbaye Notre-Dame de Bourbourg possédait un domaine à l'embouchure de l'Yser. Philippe d'Alsace va l'exproprier contre le versement d'une rente à prélever sur un autre territoire afin de pouvoir fonder le nouveau port.
Au Moyen Âge, la pêche au hareng constituait la principale ressource économique de la ville.
Nieuport fut pourvue de remparts par Philippe le Hardi en 1385.
Du fait de sa situation stratégique à l'embouchure de l'Yser, Nieuport connut de nombreux sièges. Parmi les plus connus figure celui de 1489. Du 19 au 28 juin, les habitants, sous la direction de Jan Turpin, repoussèrent les assauts des Français et des Brugeois. Selon la tradition, les femmes de Nieuport s'illustrèrent par le courage dont elles firent preuve à cette occasion en participant à la défense de la ville.
En 1558, après la reprise de Calais par les Français, le maréchal de Thermes, Paul de La Barthe de Thermes, mène une expédition française en Flandre, alors terre espagnole (Charles Quint puis Philippe II), et vient jusqu'à Nieuport.

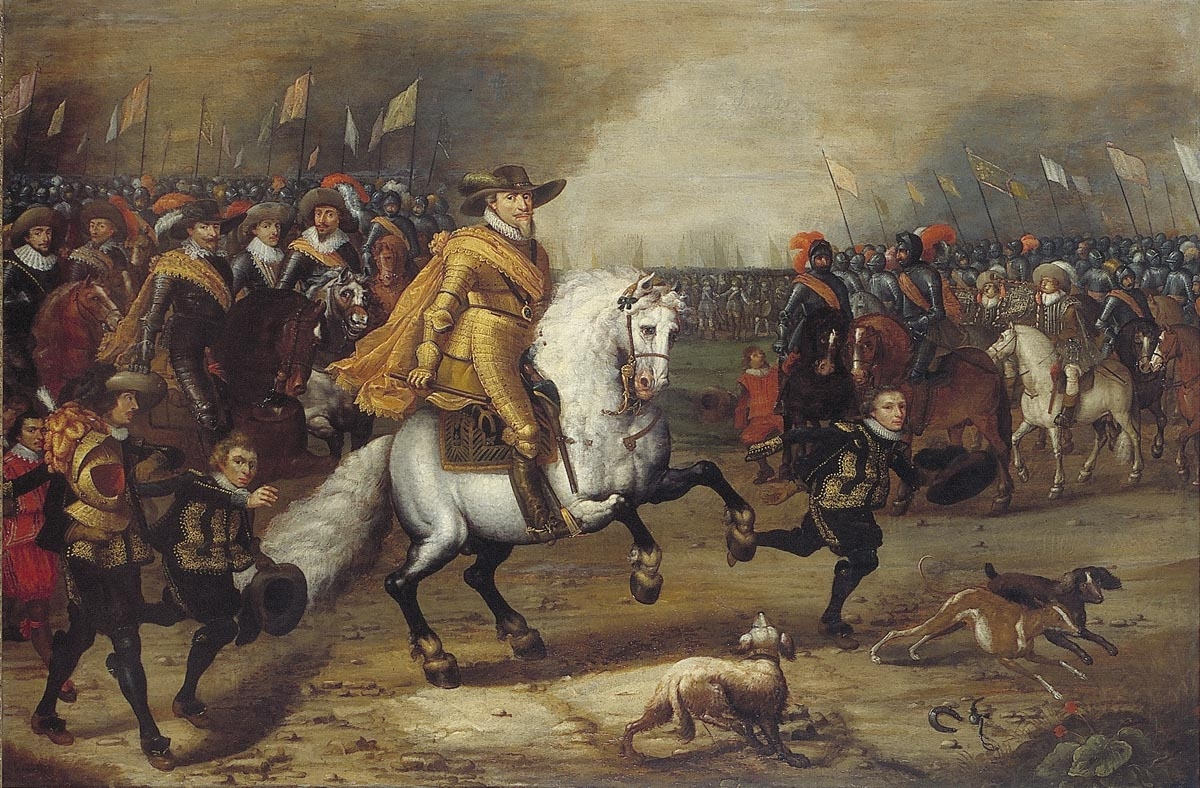
Le Prince Maurice d'Orange lors de la bataille de Nieuport par Hendrick Ambrosius Packx.

La bataille de Nieuport est un épisode de la guerre de Quatre-Vingts Ans qui se déroula le 2 juillet 1600 près de cette ville, entre l'armée hollandaise commandée par Maurice de Nassau et l'armée espagnole commandée par Albert de Habsbourg. L'armée républicaine, appuyée par un corps expéditionnaire anglais, défait contre tous les pronostics l'armée espagnole en bataille rangée mais, faute de ravitaillements et de l'appui de la population, doit abandonner sa marche sur Dunkerque.
La ville est assiégée par les troupes françaises au cours de l'année 1647 puis en 1658.
L'importance stratégique de la ville est illustrée par une carte de l'atelier de M. Merian, qui montre la situation dans la région de Dunkerque, Furnes et Nieuport vers 1700. On y trouve la note d'une zone "Inondations d'eau que les Neuporters peuvent provoquer lorsqu'ils ouvrent leurs écluses". Lors de la Guerre de Succession d'Autriche, Nieuport est conquise par les troupes françaises en 1745.
La ville était une base des corsaires dunkerquois. Le peintre Vigor Boucquet a réalisé deux des retables de la grande église au XVIIe siècle. La ville a été occupée par les forces françaises pendant six ans entre 1757 et 1763, dans le cadre des conditions du deuxième traité de Versailles entre la France et l'Autriche.
La ville sera bombardée en 1793 puis assiégée une dernière fois pendant la guerre de la Première Coalition. En juillet 1794, le général Moreau, secondé par Dominique Joseph Vandamme, s'empare de Nieuport où de nombreux émigrés français ont trouvé refuge : ils sont passés par les armes.
Les remparts, qui avaient été démantelés par Joseph II en 1785, furent reconstruits en 1822, puis à nouveau démantelés en 1866, définitivement cette fois.

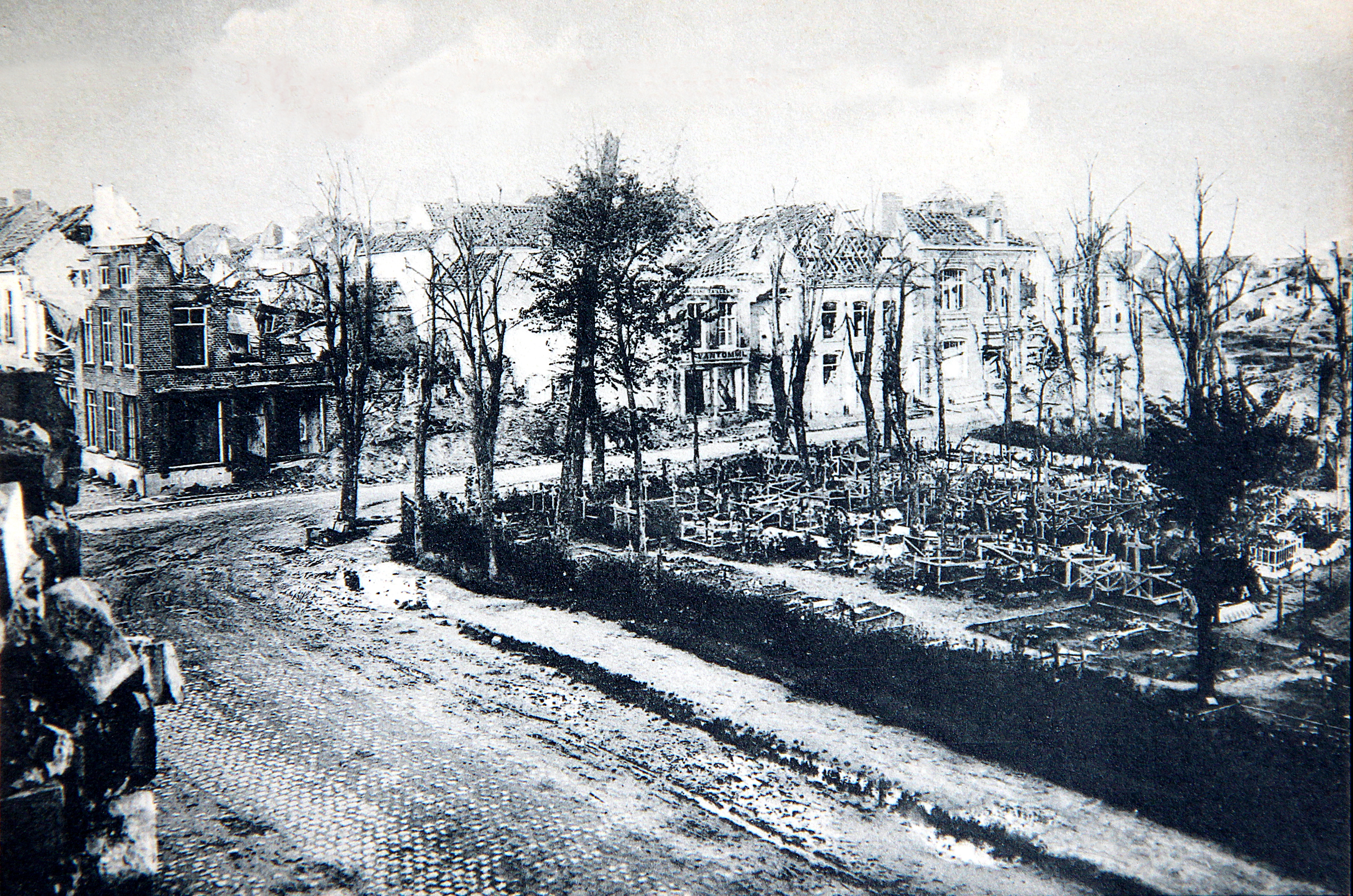
Dévastations occasionnées à la ville de Nieuport en novembre 1917.

Pendant la bataille de l'Yser, la ville fut entièrement détruite par les bombardements ; le peintre officiel des armées françaises, François Flameng, réalisa de nombreux croquis et dessins des combats qui eurent lieu ici pendant ce conflit, et qui parurent dans la revue L'Illustration. Certains bâtiments historiques furent reconstruits dans le style original après le conflit, comme la halle aux Grains et l'église Notre-Dame.

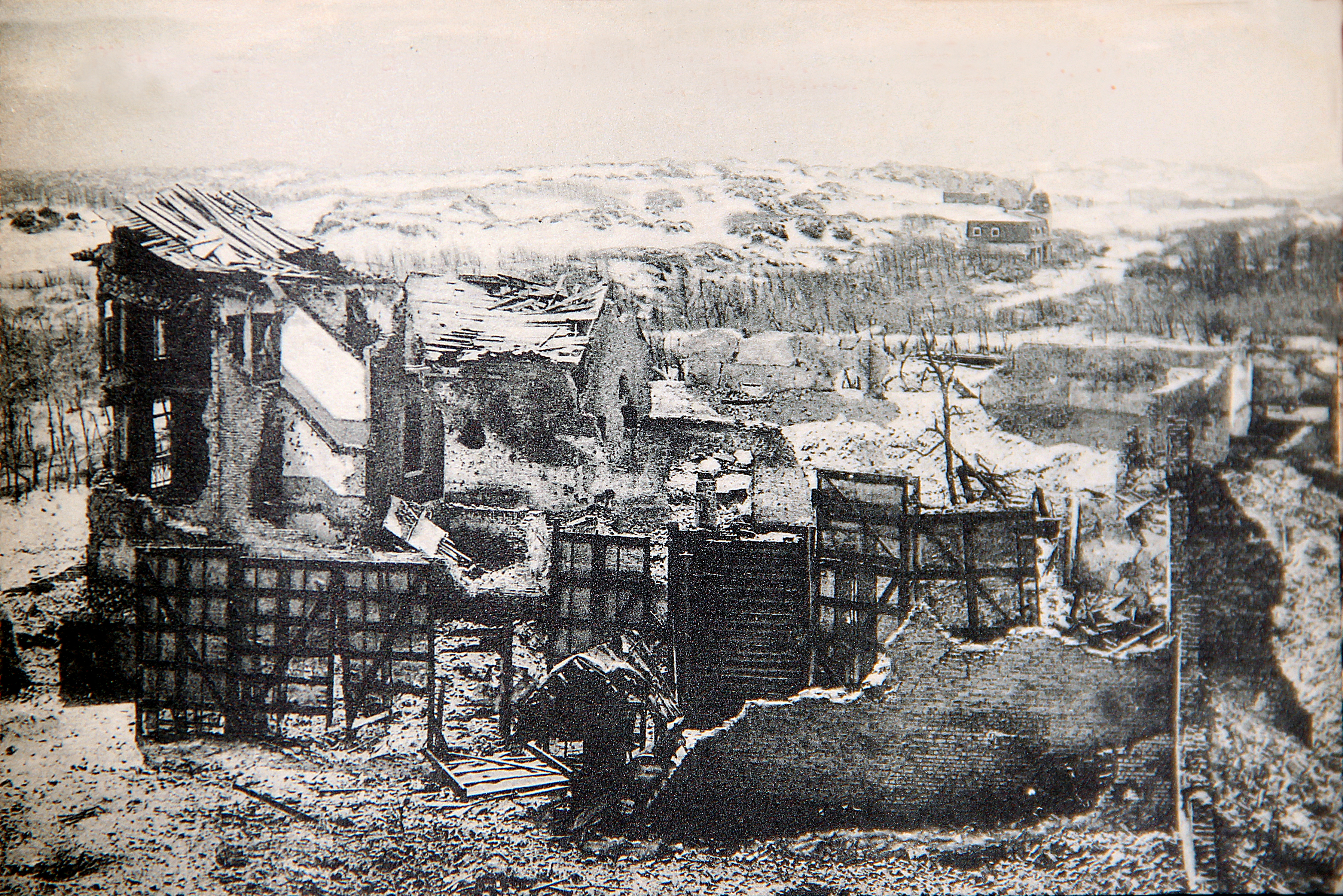
Destructions occasionnées au quartier de Nieuport-Bains.

La commune a été décorée le 22 octobre 1929 de la croix de guerre 1914-1918.
Après la Seconde Guerre mondiale, la commune s'étendit aux dépens de ses voisines. En 1949, elle absorba certaines parties de Lombartzyde, Westende et Ramscapelle. Nieuport-Bains, qui se trouvait sur le territoire d'Oostduinkerke, fut également annexé. Le territoire de la commune avait ainsi quadruplé: de 2,05 km2 à 8,11 km2.
En 1971, les communes de Ramskapelle et de Sint-Joris furent entièrement annexées, ainsi qu'un partie de Westende. La superficie de la commune quadrupla à nouveau, passant à 29,67 km2

## Monuments et lieux touristiques

### Nieuport-Ville (Nieuwpoort-Stad)

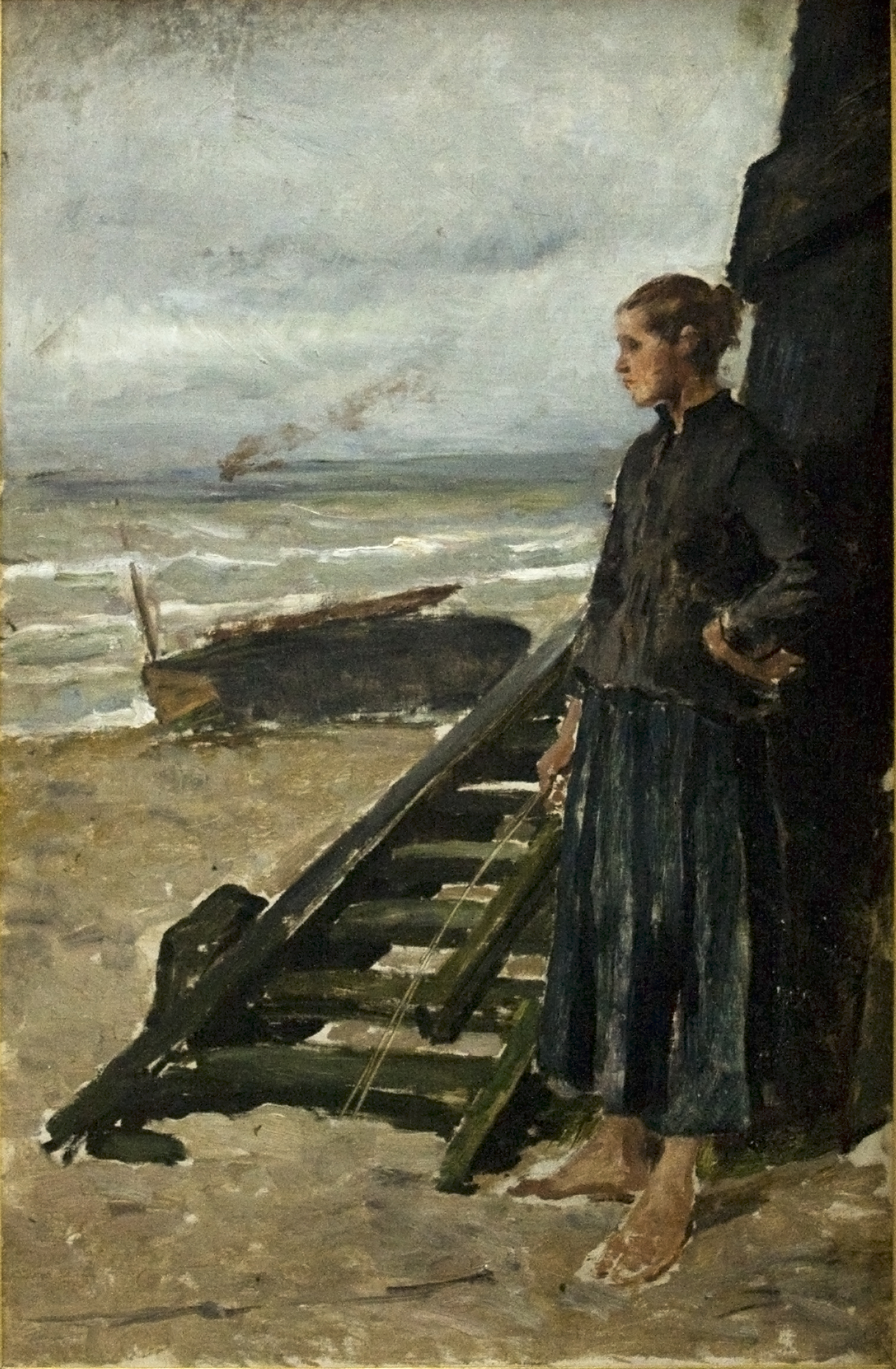
Fille de pêcheur adossée à l'estacade de Nieuport, fin XIXème
Constantin Meunier
Musée Meunier, Ixelles.

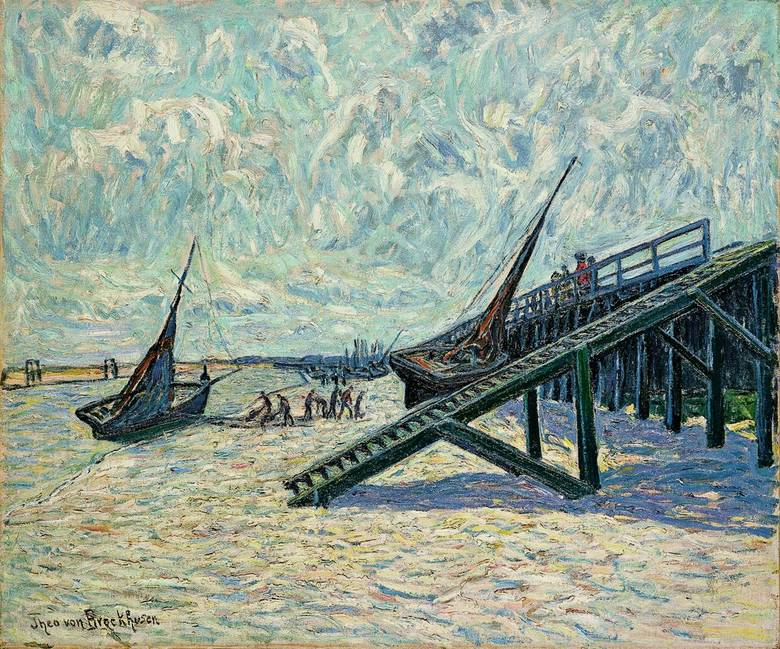
Rivage de Nieuport, 1909,
Theo von Brockhusen.

- À côté de l'hôtel de ville se dresse la halle (en néerlandais Stadshalle). Ce bâtiment médiéval de style gothique, dont l'origine remonterait à 1280, fut entièrement détruit pendant la Première Guerre mondiale et reconstruit en 1921-1923 dans le style et avec des matériaux d'origine. La partie la plus remarquable est le beffroi, haut de 35 m. Classé en 1938, il a été inscrit en 1999 au Patrimoine mondial de l'UNESCO.
- La Sint-Laurenstoren (tour Saint-Laurent), connue localement sous le nom de « Duvetorre », est le vestige d'une ancienne église du XIVe siècle. Transformée en château-fort, elle servit de tour d'observation puis de magasin à poudre. Les bombardements de la Première Guerre mondiale la réduisirent au tiers de sa hauteur originelle.
- Le bâtiment qui abrite la justice de paix dans la Langestraat était l'hôtel de ville avant 1914. Il a été restauré en 1924. Au-dessus du portail d'entrée se trouvait jusqu'en 1988 une Vierge à l'enfant réalisée par le sculpteur Pierre-Jean Braecke. Elle a été remplacée par une copie.

- Le monument au Roi Albert Ier : conçu en 1938 par l'architecte Julien De Ridder et le sculpteur Karel Aubroeck en forme de rotonde (30 m de diamètre), au centre de laquelle se trouve la statue équestre du roi Albert Ier. On peut accéder au toit par un escalier ou un ascenseur. De la terrasse, on jouit d'une belle vue sur la plaine de l'Yser.

- Le port de pêche — troisième de Belgique après ceux d'Ostende et de Zeebruges — et la minque (en néerlandais : Vismijn) : ce marché des produits de la pêche, où le poisson est vendu à la criée, date de 1952 et a été agrandi en 1972.

- Le port de plaisance ou «Eurojachthaven», créé en 1961, est situé en aval du port de pêche. Au total, il peut accueillir 2 000 yachts.

- De Ganzepoot (en français : « la patte d'oie ») : impressionnant complexe d'écluses qui relie le chenal de l'Yser à six voies de navigation.

- Le mémorial de l'Yser (en néerlandais : IJzergedenkteken) : inauguré en 1930, ce monument, érigé près d'une des écluses du Ganzepoot (Iepersluis), est une œuvre du sculpteur Pierre-Jean Braecke. Il représente une femme debout sur une haute colonne. Elle se détourne de l'envahisseur allemand venant de l'est et tient dans ses mains la couronne de Belgique. Le monument est cantonné de quatre figures de soldats — un aveugle, un blessé, un malade et un valide — qui symbolisent la résistance à l'ennemi.

### Nieuport-Bains ou Nieuport-sur-Mer (Nieuwpoort-Bad, Nieuwpoort-aan-Zee)
Les panneaux routiers indiquent Nieuwpoort aan zee plutôt que Nieuwpoort-Bad[réf. nécessaire].

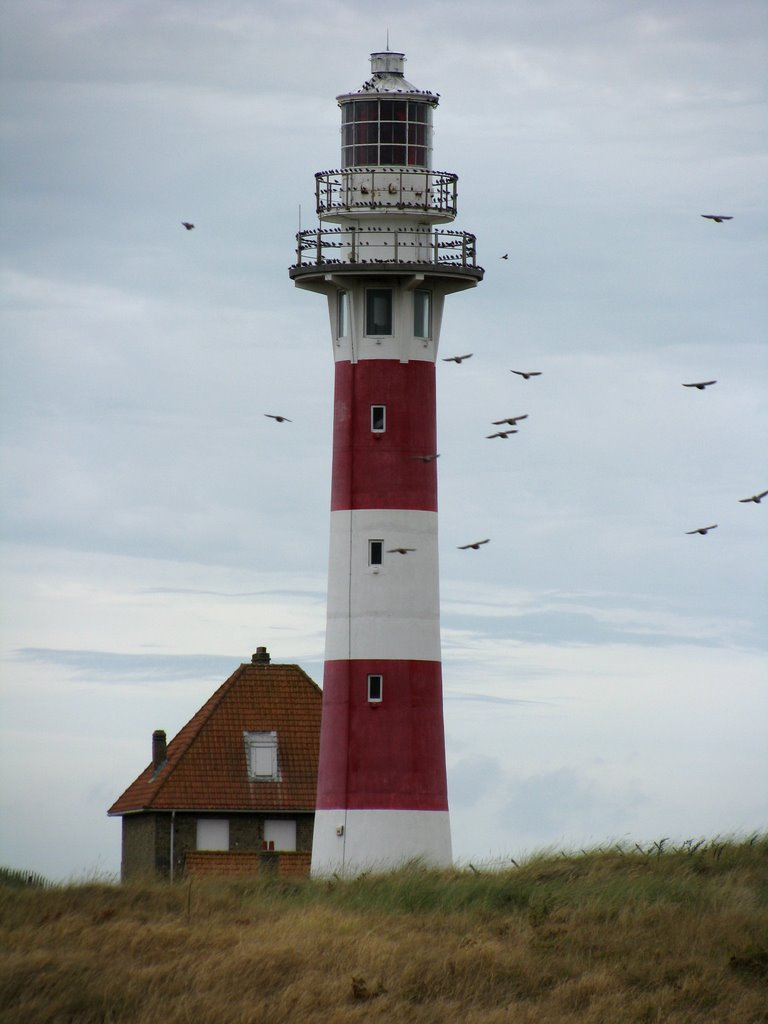
Le phare.

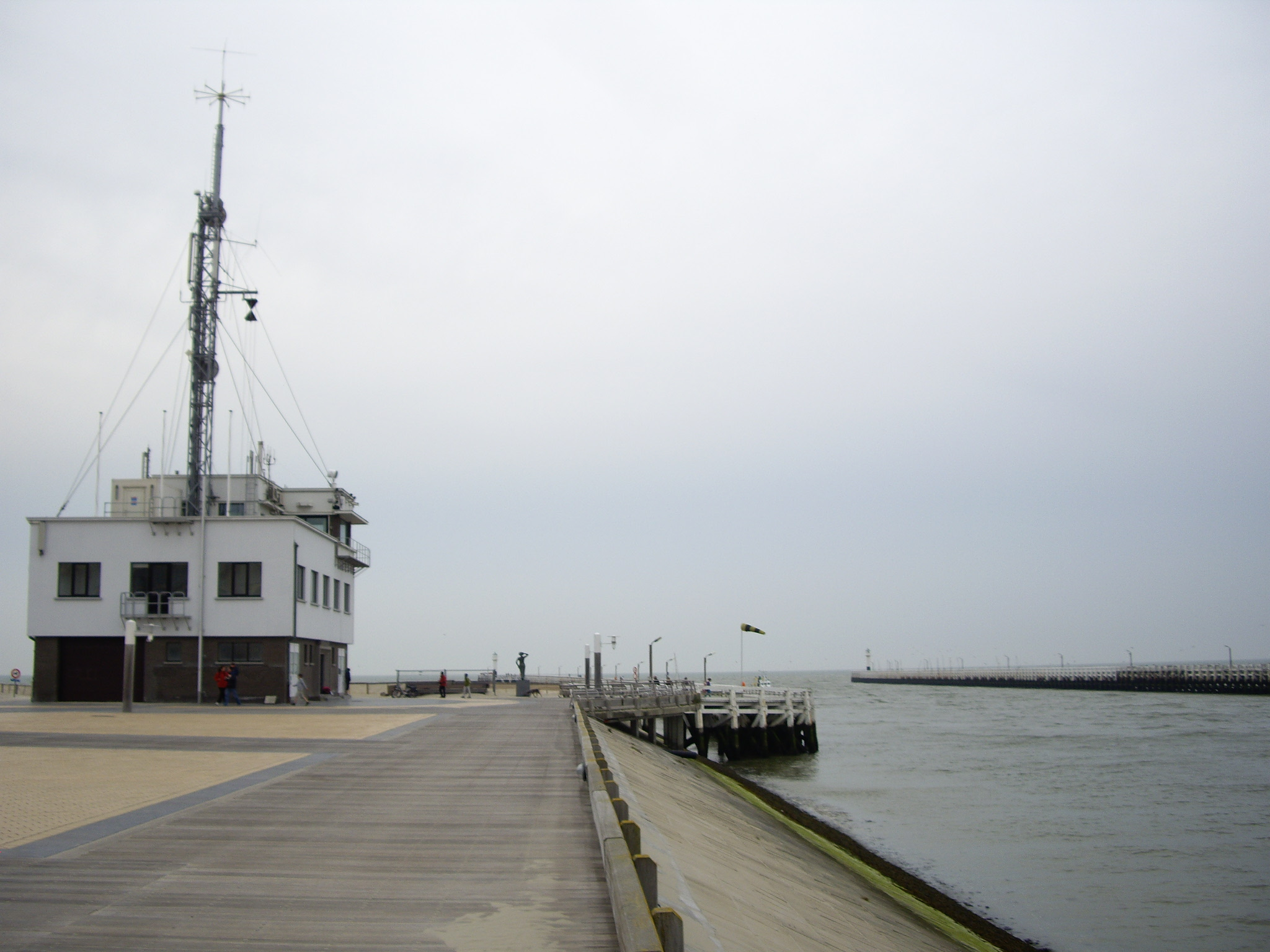
L’embouchure de l'Yser, entre les deux estacades. À gauche, l’ancien bâtiment du pilotage maritime, reconverti en restaurant.

- Le phare de Nieuport : situé à l'embouchure de l'Yser, le phare actuel, haut de 24 m, date de 1949. Rayé de rouge et de blanc, il est aisément reconnaissable de loin. Il n'y a plus de gardien depuis 1963. Son fonctionnement est maintenant assuré par une commande à distance électronique.

- Architecture balnéaire : Nieuport-Bains conserve quelques exemples d'architecture balnéaire, tels que le « White Residence » (1924) (voyez ci-dessous le « Grand Hôtel ») en style Art déco ou la « villa Crombez » (1923) en style normand qui se dressent sur la digue.

- Réserve naturelle « De IJzermonding » : inaugurée en 2003, elle compte 135 ha. Elle constitue un biotope rare de dunes, de schorres et de slikkes. Dans la partie nord de la réserve se trouve un phare qui constitue un monument emblématique de Nieuport. La réserve est accessible par un parking situé Halvemaanstraat ou en empruntant le bac qui relie Nieuport-Bains à la rive droite de l'Yser. De la promenade Robert Orlent (ci-dessous), sur la rive gauche de l'Yser, de nombreux phoques peuvent être aperçus quasi chaque jour sur les terres découvertes à marée basse de cette réserve naturelle.

- La statue Déesse du vent d'Antoon Luyckx est visible dans le Parc Maritime (Maritiem Park), le long de la Promenade Robert Orlent (Robert Orlentpromenade).

- La double estacade à l'embouchure de l'Yser. L’Estacade Ouest a une longueur de 490 mètres. L’Estacade Est est plus longue et mesure 543 mètres. Construites en 1865, ces estacades furent fortement endommagées durant les deux guerres mondiales et furent reconstruites après la cessation des hostilités.

- La Porte-Tempête, un barrage anti-inondation qui sera opérationnel à la fin de l'année 2025. Cette porte, construite à l'embouchure de l'Yser, juste avant les estacades, sera relevée en cas de tempête, et protégera ainsi Nieuport et tout son arrière-pays des inondations lors des fortes marées de tempêtes. Le barrage doit contrer à jamais pour la région de Nieuport la marée de tempête millénaire, similaire à celle de 1953.

- L'œuvre Searching for Utopia (nl) de Jan Fabre, qui figure un homme chevauchant une tortue géante, fut exposée sur la digue de Nieuport dans le cadre de la première édition (2003) du projet d'art Beaufort[9], jusqu'à son retrait pour restauration puis son retour en 2018 devant le centre culturel Ysara[10].

- Le « Grand Hôtel » sis à l'Hendrikaplein (place Henriette) construit en 1924 (et parfois également nommé « White Residence »), un bâtiment Art déco emblématique de Nieuport-Bains (ou également Nieuport-sur-Mer), est transformé en résidences privées par le cabinet d'architecture David Chipperfield, qui lui rend toute sa splendeur et sa magnificence, sous le nom de « The Grand »[11].

## Événements

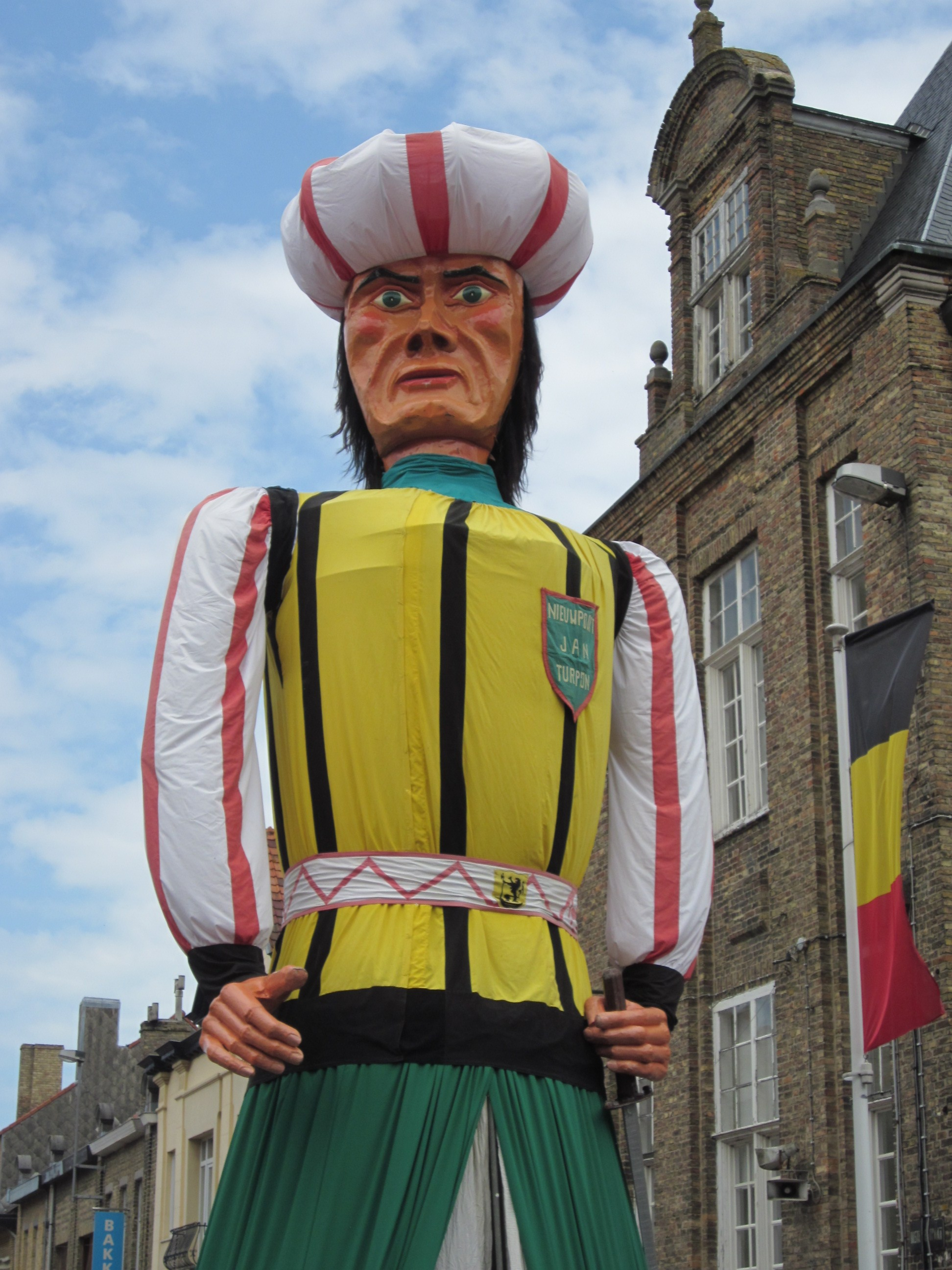
Le géant Jan Turpin.

- Les Sint-Bernardusfeesten (fêtes de Saint-Bernard), organisées en l'honneur du saint patron de Nieuwpoort-Bad, durent trois jours au mois d'août. Elles rassemblent de nombreux saint-bernards venus de tous les coins du pays et même d'au-delà des frontières. La statue en bronze d'un chien saint-bernard qui décore la Hendrikaplein à côté de l'office de tourisme commémore l'événement.
- Nieuwpoort Channel Race, régate annuelle en voiliers.
- Un cortège de géants a lieu tous les deux ans le deuxième dimanche de juillet. Le clou du cortège est le géant Jan Turpin, nommé d'après le bourgmestre de Nieuport ayant soutenu le siège de 1489. Il date de 1963 et, avec ses 10,60 m, il est le plus grand géant porté d'Europe. Il faut 24 porteurs pour le déplacer.
- Beaufort, une triennale de sculpture. Parmi les artistes ayant présenté une œuvre à Nieuport figurent Jan Fabre (en 2003), Daniel Buren (2009), Nina Beier (2018), Goshka Macuga (2023), Selva Aparicio (2024) et Alexandra Bircken (2024)[12].

## Climat
- La ville de Nieuport possède un climat océanique.

- La période hivernale est fraîche (ne pas confondre avec froide) car la température de l'eau est souvent supérieure à la température de l'air. Elle garde plus facilement de douceur alors que les plaines, sans présence d'eau, la température est plus basse. Le mois le plus froid est janvier.
- La période estivale est douce (ne pas confondre avec chaude) car la température de l'eau est souvent inférieure à la température de l'air (dans l'après-midi). Elle garde moins facilement de douceur alors qu'en plaines, la température va plus vite grimper. Le mois le plus chaud est août.
- Concernant les intersaisons (automne et printemps), elles sont particulières :
  - Au printemps, en temps normal, les températures doivent grimper assez vite jusqu'en été mais à Nieuport c'est différent car nous sommes en bord de mer et sa températures dégage des gaz qui font baisser légèrement la température de l'air car tout l'hiver, la mer a stocké le froid. En résumé, la température grimpe moins vite que les villes les plus éloignées de la mer.
  - En automne les températures font le contraire, elles chutent jusqu'en hiver ; c'est ce qui se passe mais elles prennent leur temps car toute la douceur qu'a subi l'été a été stockée dans la mer donc au moment où les températures commencent à baisser (et cela tout au long de l'automne), la mer dégagent des gaz faisant légèrement remonter la température de l'air. c'est le mois de novembre qui subit tout de même la plus grande chute (4 à 5 degrés en moins par rapport au mois d'octobre). En résumé, la température à Nieuport baisse moins vite que les villes qui sont plus éloignées de la mer car, en plaine, sans la présence de la mer, la température chute plus vite.
- Les précipitations sont abondantes toute l'année. La moyenne annuelle de précipitations est de 654 mm, le mois le plus arrosé est août (71 mm) et le moins arrosé est avril (36 mm).

## Héraldique
|  | La ville possède des armoiries qui lui ont été octroyées le 28 juillet 1819 mais ces dernières et améliorées le 21 juillet 1843. Elles ont été développées le 21 juillet 1843 et finalement approuvées et octroyées à nouveau le 5 novembre 1984[pas clair]. Nieuport a été fondée en 1163 par Philippe d'Alsace, comte de Flandre et est devenue une ville au début du XIIIe siècle. Le plus ancien sceau date de 1237 et montre un navire avec un homme sur le gouvernail. Le contre-seing ne montre qu'un poisson. Jusqu'en 1472, tous les sceaux présentaient des compositions similaires : bateau avec une ou deux personnes et un ou plusieurs poissons. Ces sceaux indiquent l'importance de la pêche pour la ville. Le sceau de 1472 montre un bouclier avec un lion et un ange comme supporteur. Le lion est le lion flamand et indique l'importance d'être une ville flamande. En 1514, un nouveau sceau apparaît montrant un lion sur un bateau, avec un soldat derrière le bouclier et deux lions en tant que supporteurs. Le contre-seing ne montre qu'un navire. Au début du XVIe siècle, d'autres images des armoiries apparaissent, toutes montrant un lion noir sur un navire. Sur les images à partir de 1562, le lion tient une hallebarde. L'ensemble de la composition apparaît sur les sceaux de la ville à la fin du 17e siècle. Blasonnement : D'or à un bateau de sable, soutenant un lion du même, lampassé de gueules et tenant une hallebarde de sable, posée en pal. L'écu décoré de la croix de Guerre française (1914-18) avec palme. Source du blasonnement : Heraldy of the World. |

## Démographie

### Évolution démographique pour la section de Nieuport
- Sources : INS, Rem. : 1831 jusqu'en 1970 = recensements[14].
- 1949: Annexion de territoires de Lombardsijde, Oostduinkerke, Ramskapelle et Westende (+ 6,06 km² avec 1.000 habitants)

### Évolution démographique: commune fusionnée
Contrairement au graphique précédent, celui-ci indique la population de toutes les anciennes communes formant des sections de l'actuelle commune de Nieuport soit Nieuport, Ramskapelle et Sint-Joris.
- Source : DGS, de 1831 à 1981 = recensements population ; à partir de 1990 = nombre d'habitants chaque 1er janvier[15].

## Personnalités liées à la ville
- Jan Turpin, bourgmestre qui appela les femmes à se joindre aux hommes pour défendre la ville en 1489
- Henri de Preudhomme, baron de Poucques, vicomte de Nieuport est fait chevalier en 1605 par l'archiduc Albert d'Autriche[16]
- Cathelyne Graeve, brûlée pour sorcellerie en 1611[17]
- Alphonse Antoine de Sarasa (Nieuport 1617 - Anvers, 1667), mathématicien, jésuite
- Jacques-Louis Kesteloot, (Nieuport 1778 - Gand 1852), médecin et homme de lettres
- Pierre-Jean Braecke (Nieuport 1853 - 1938), sculpteur, membre de l'Académie royale des Beaux-Arts
- Henri Geeraert, (Nieuport 1863 - 1925) éclusier ayant réussi l'inondation de l'arrière pays en 1914
- Frans Smeers (1873-1960), artiste ayant régulièrement peint des scènes locales
- Roel D'Haese (Grammont 1921 - Bruges 1996), sculpteur résidant à Nieuport à partir de 1965
- Michel Olyff (Anvers 1927-), graphiste, membre de l’Académie royale de Belgique, ayant résidé à Nieuport de 1953 à 1963
- Roland Beyen (Nieuport 1935-), philologue, membre de l’Académie royale de Belgique
- Jean-Marie Dedecker, (Nieuport 1952-), entraîneur de judo et homme politique
- Dixie Dansercoer, (Nieuport 1962-2021), sportif de montagne et polaire
- Gaël Turine (Nieuport 1972-), photographe

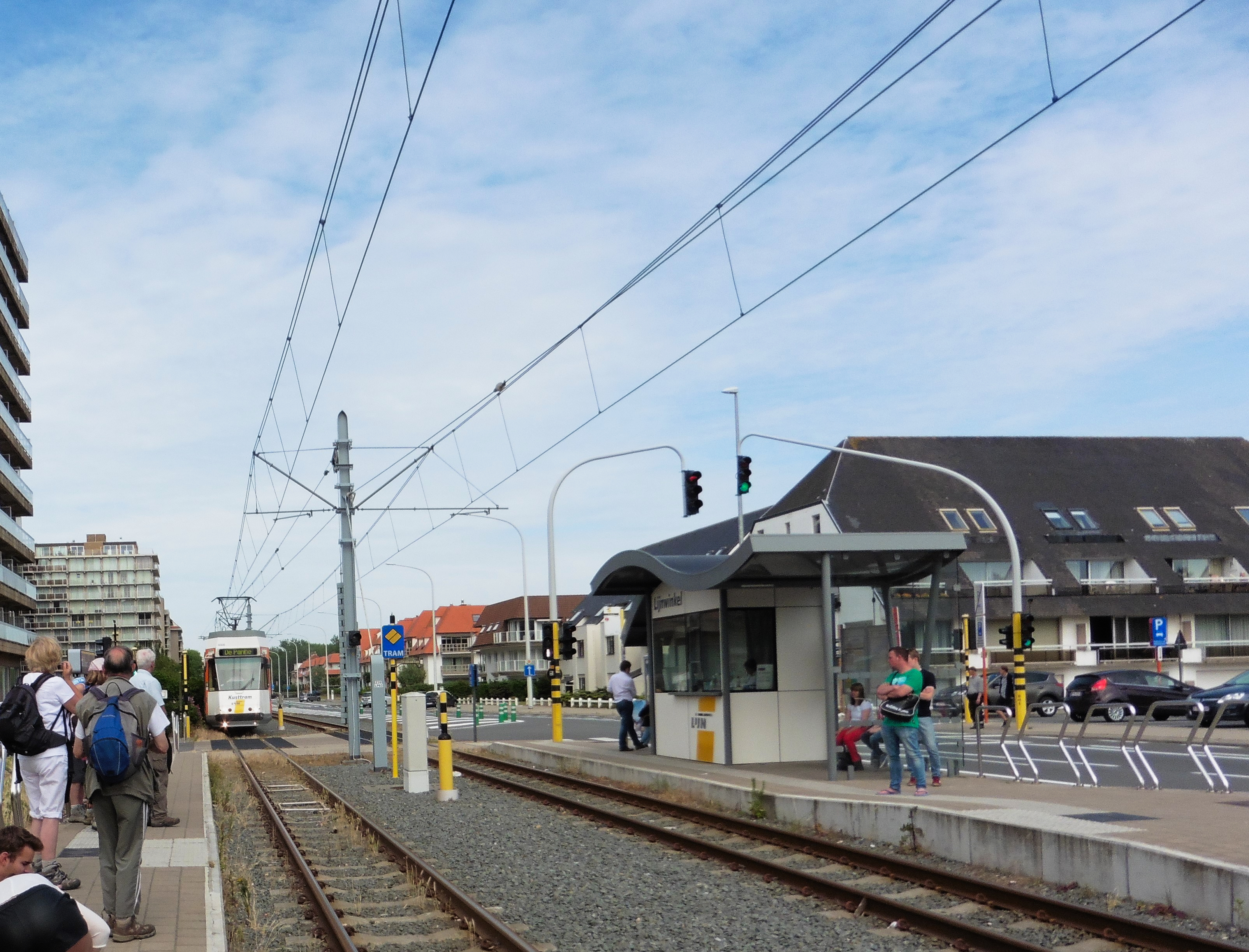
Nieuport, tramway (Kusttram).

## Transports
Nieuport est desservi par le tramway de la côte belge appelé en néerlandais De Kusttram (« Le tram du littoral ») qui parcourt depuis La Panne 70 km jusqu'à Knokke-Heist, à la limite de la frontière des Pays-Bas.    

## Lieux et monuments

Nieuport
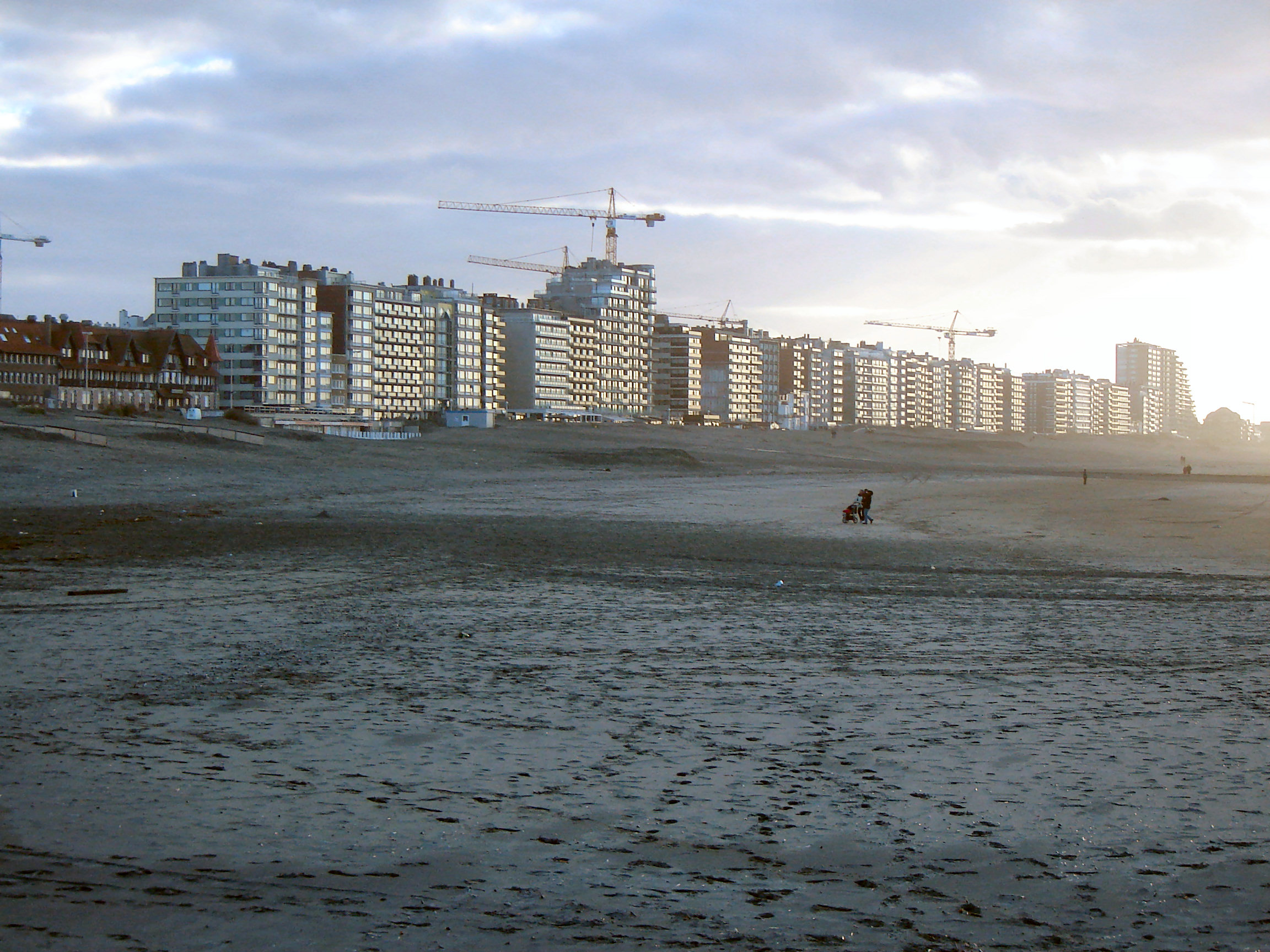
Vue sur la plage de Nieuport.
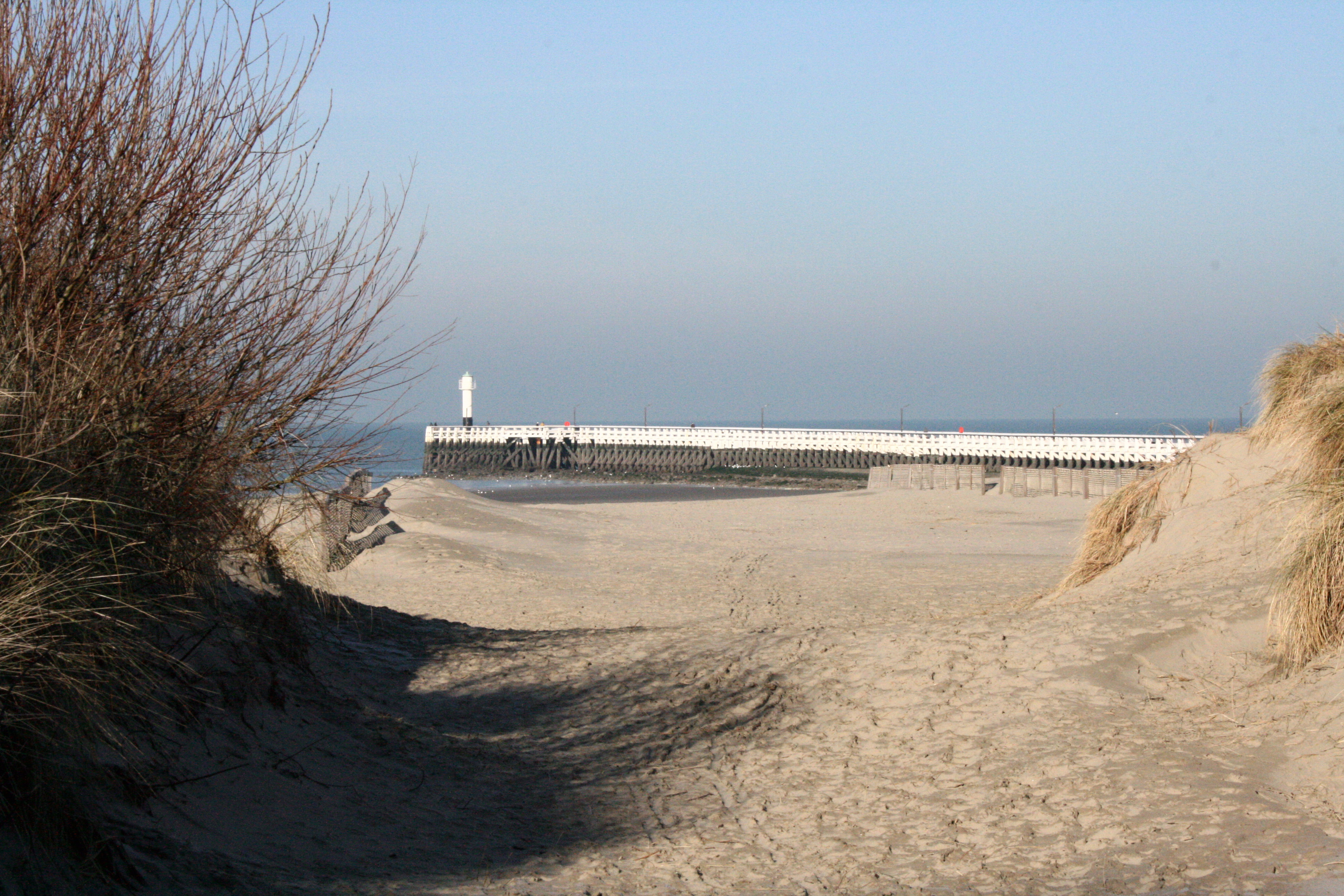
L'estacade vue des dunes.
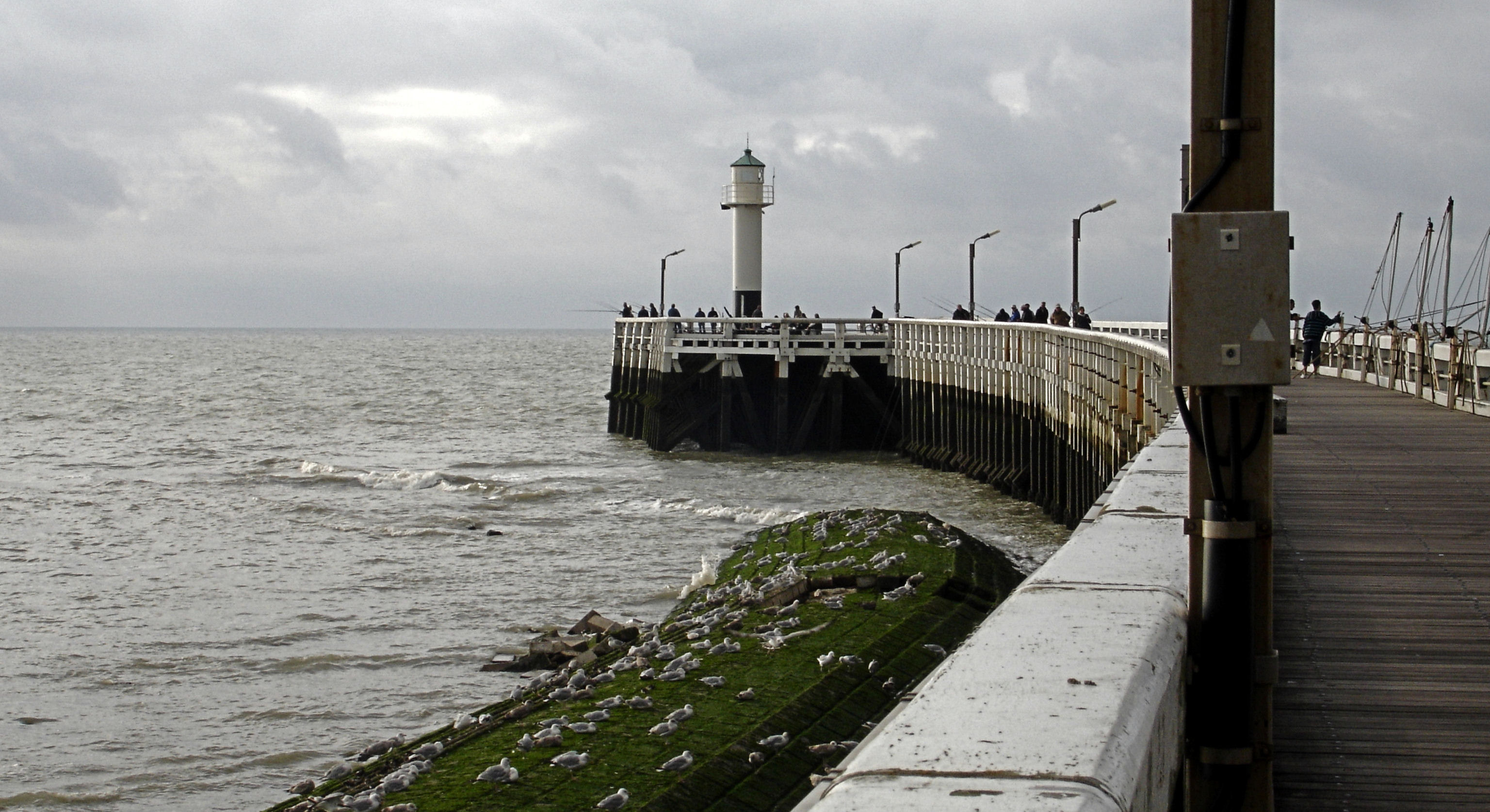
Le départ de l'estacade.
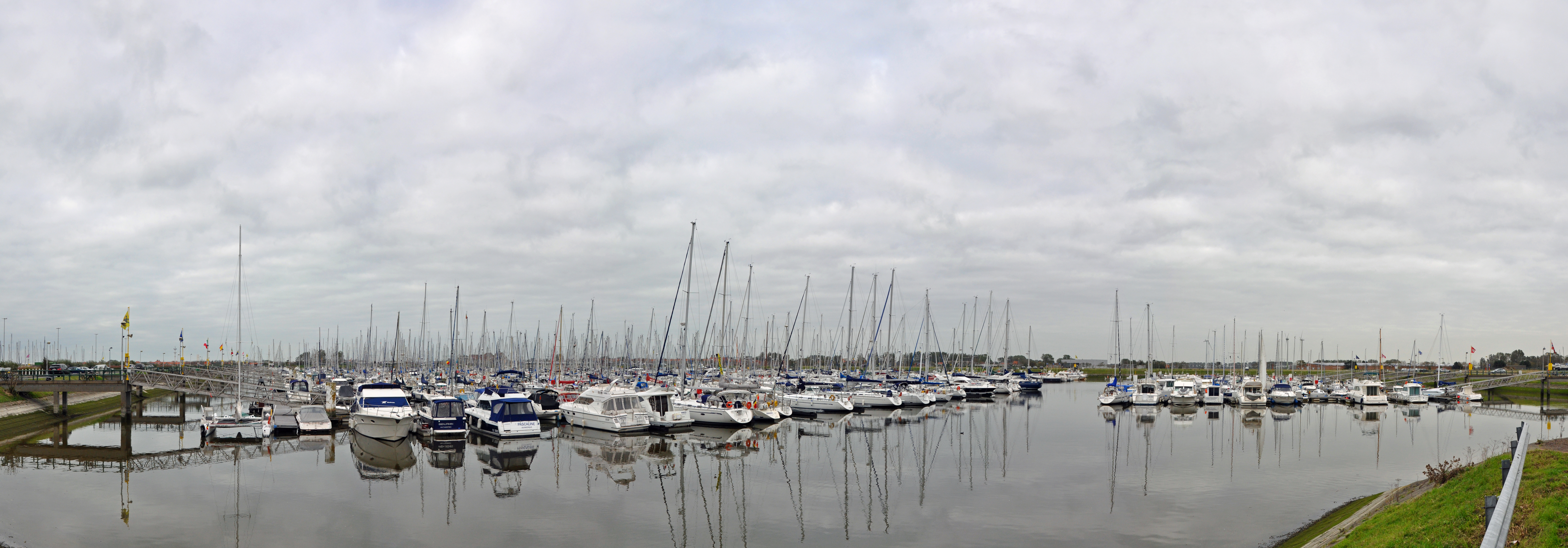
Le port de plaisance.
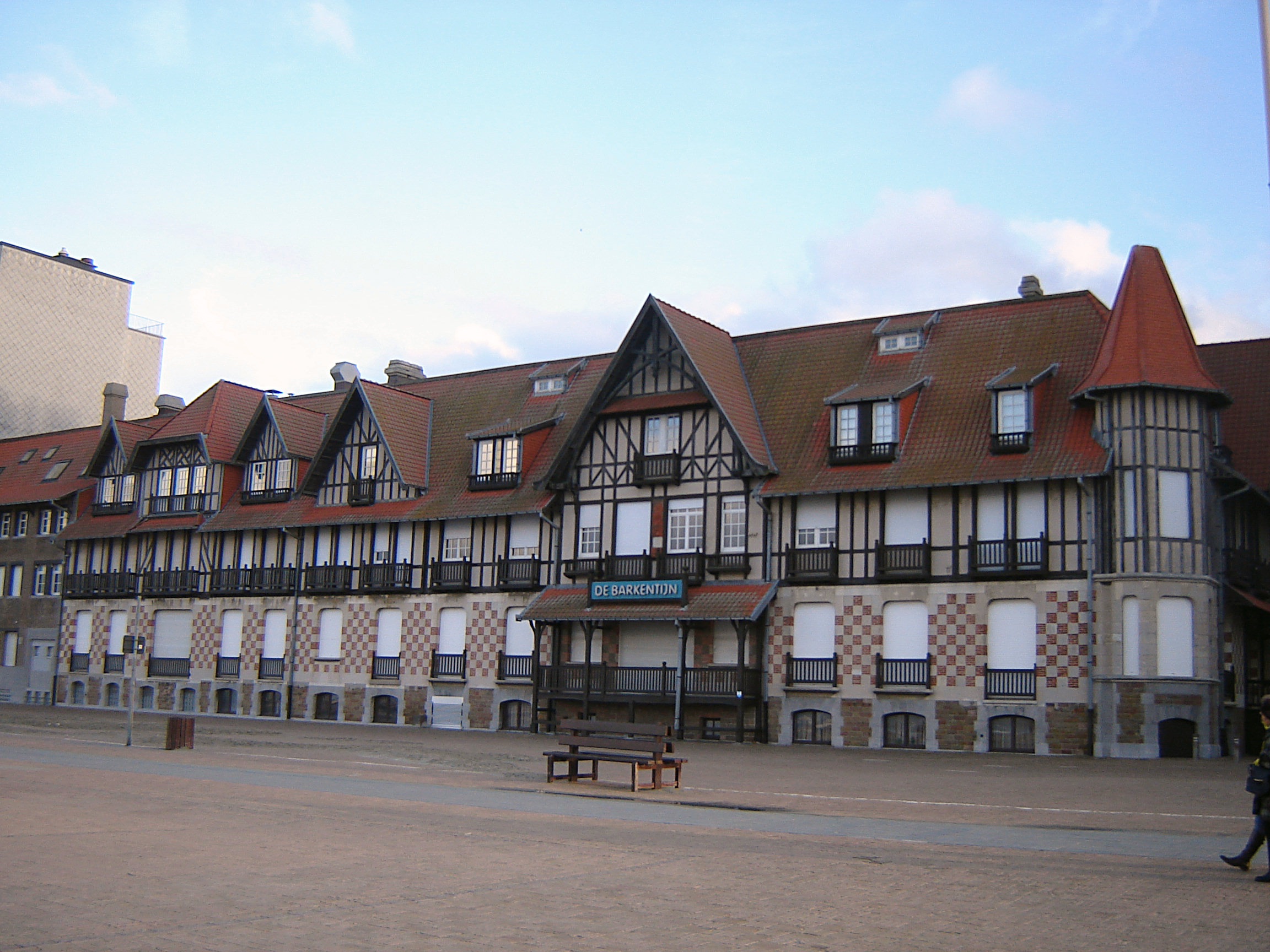
La Villa Crombez.
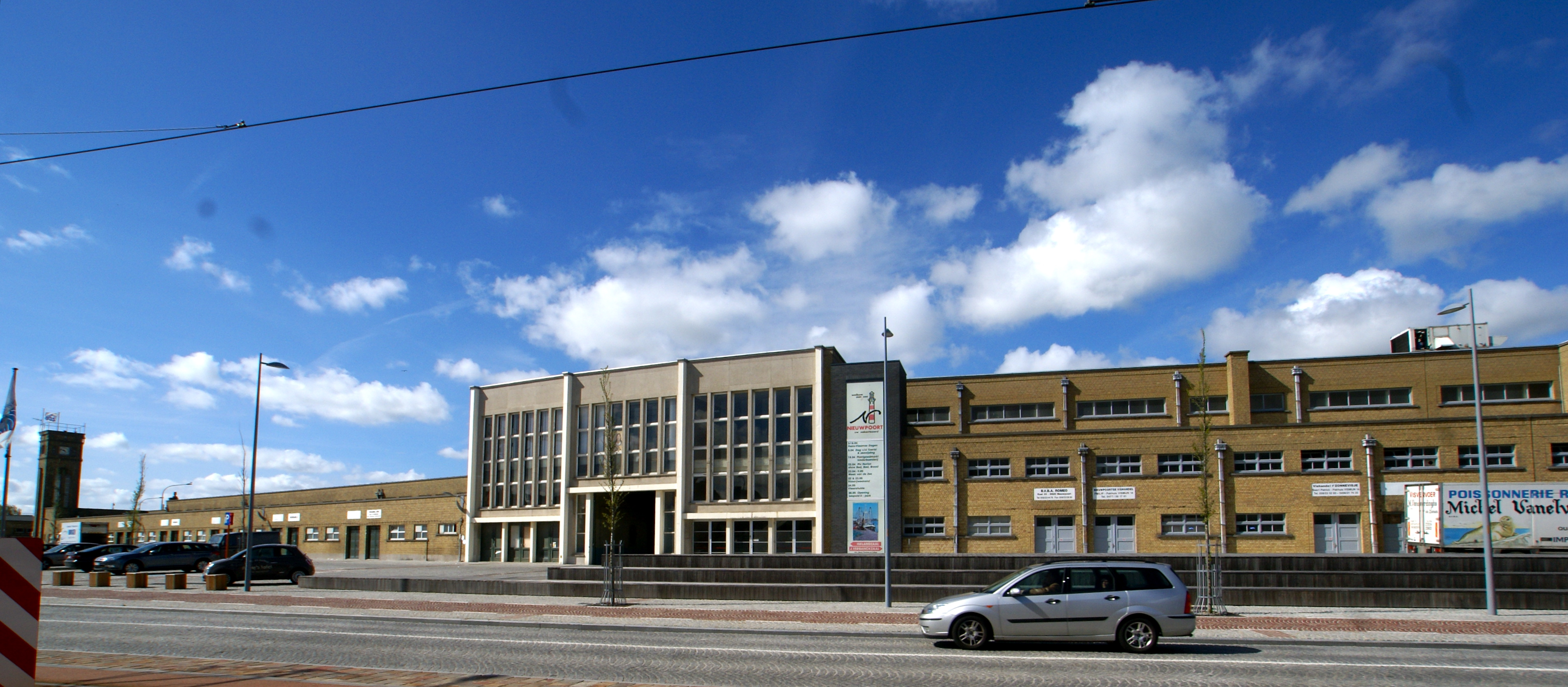
La minque aux poissons.
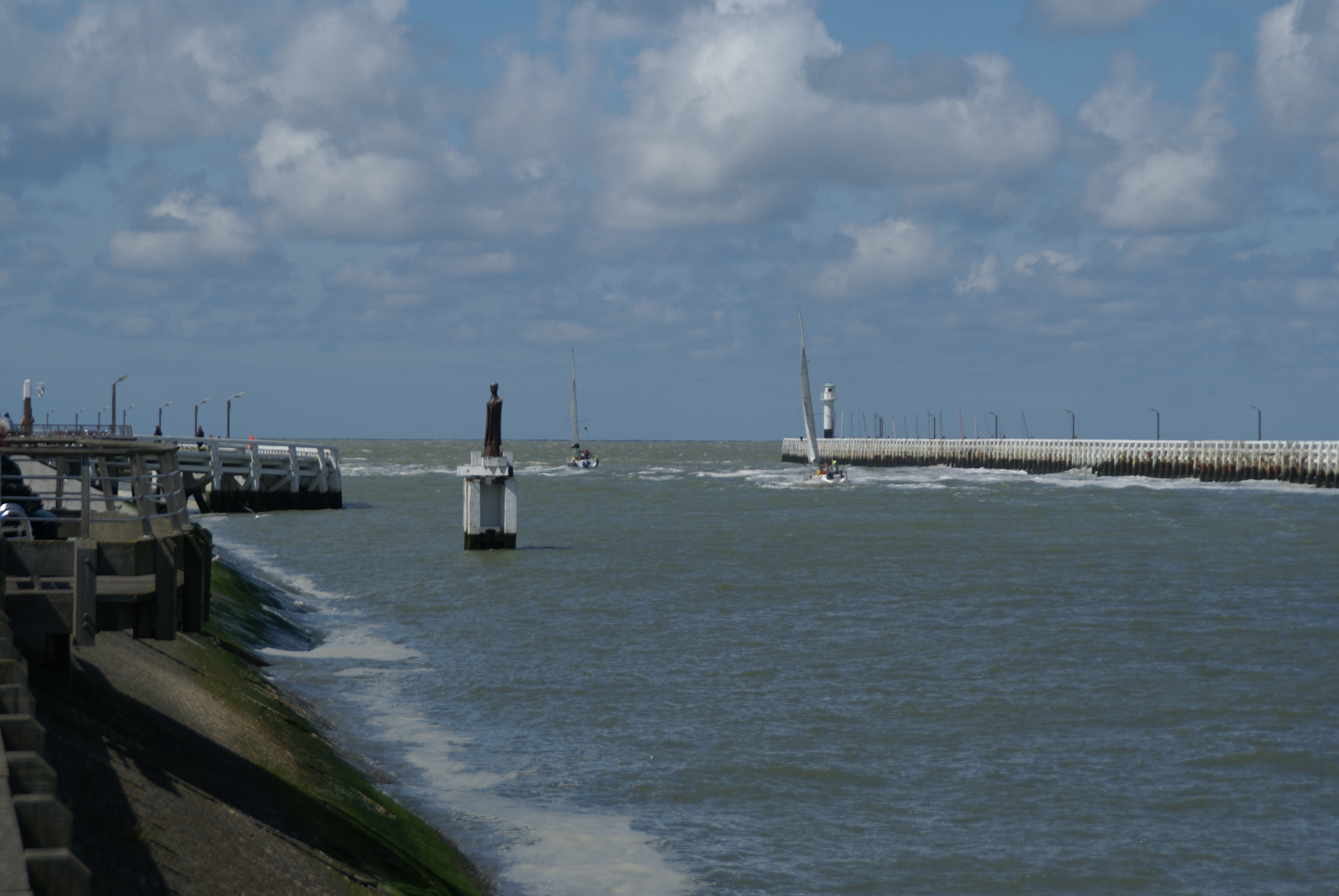
L'embouchure de l'Yser.
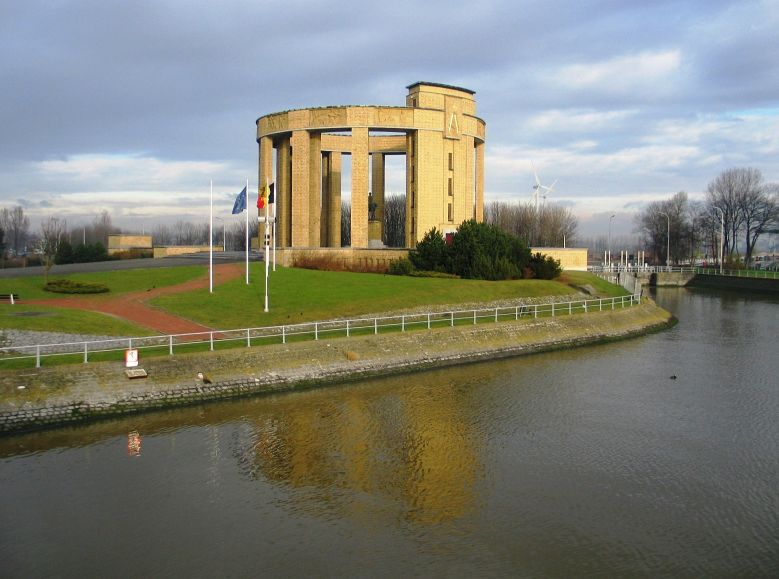
Le monument au Roi Albert.
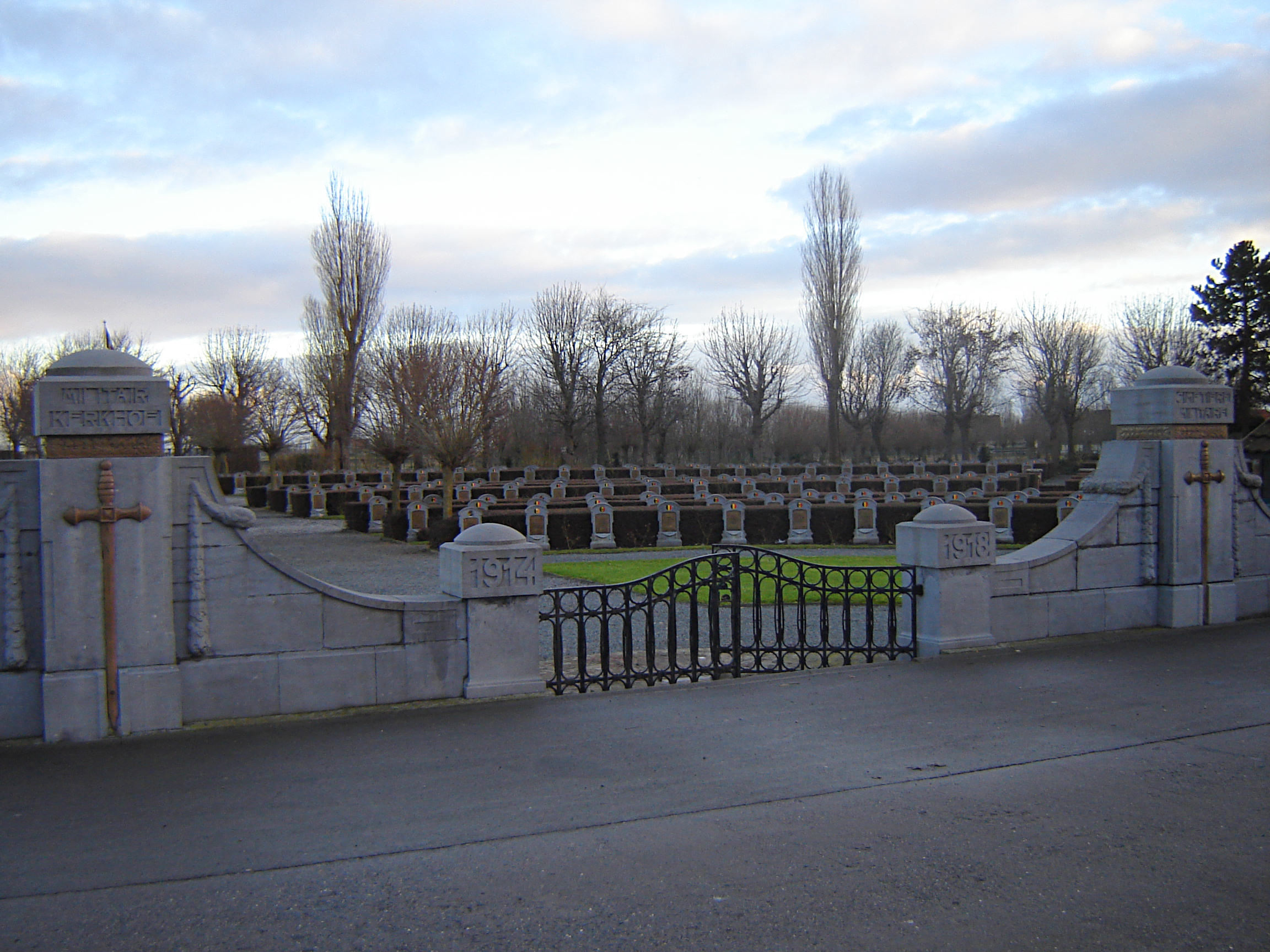
Le cimetière militaire de Ramskapelle.
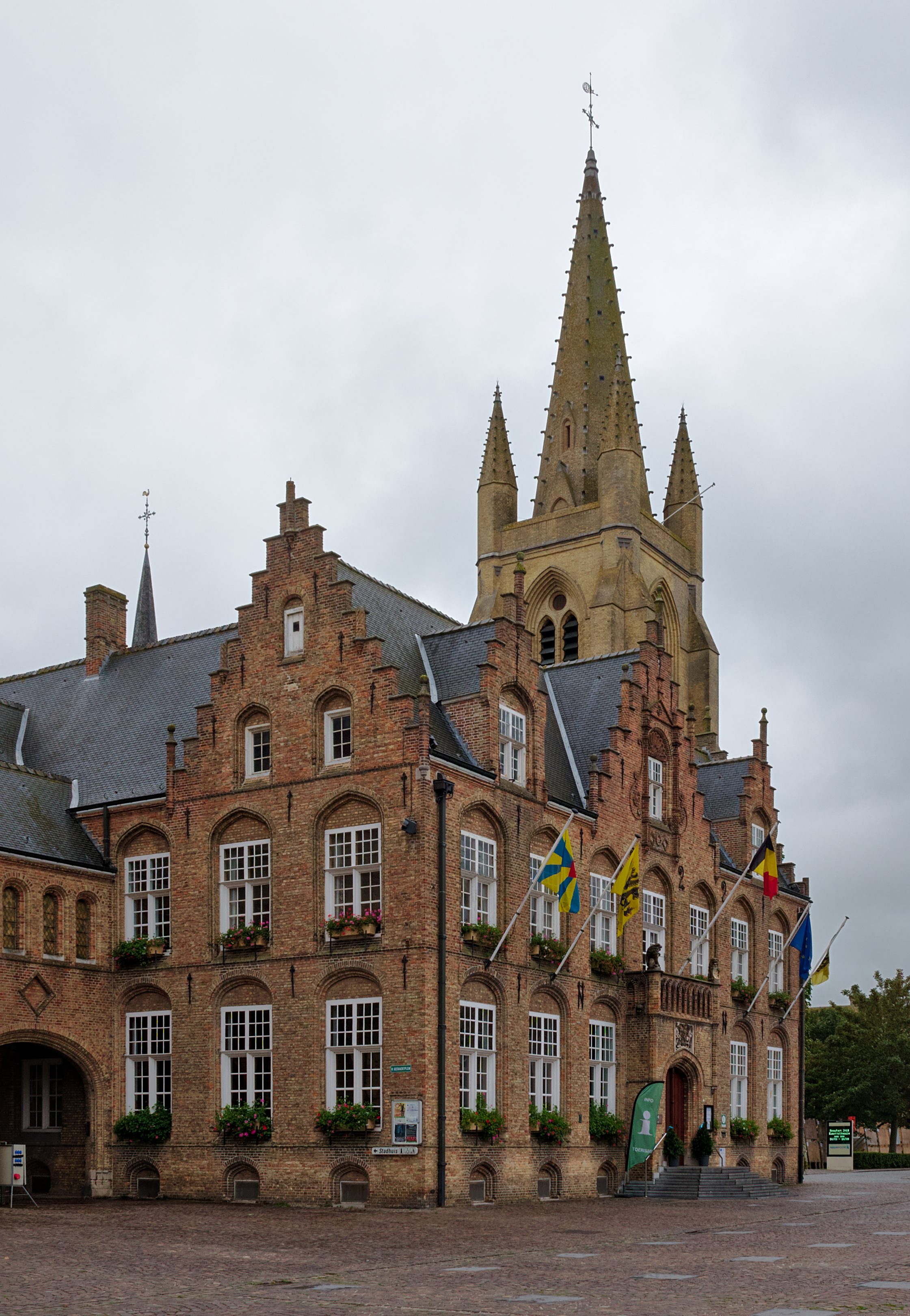
Administration communale.
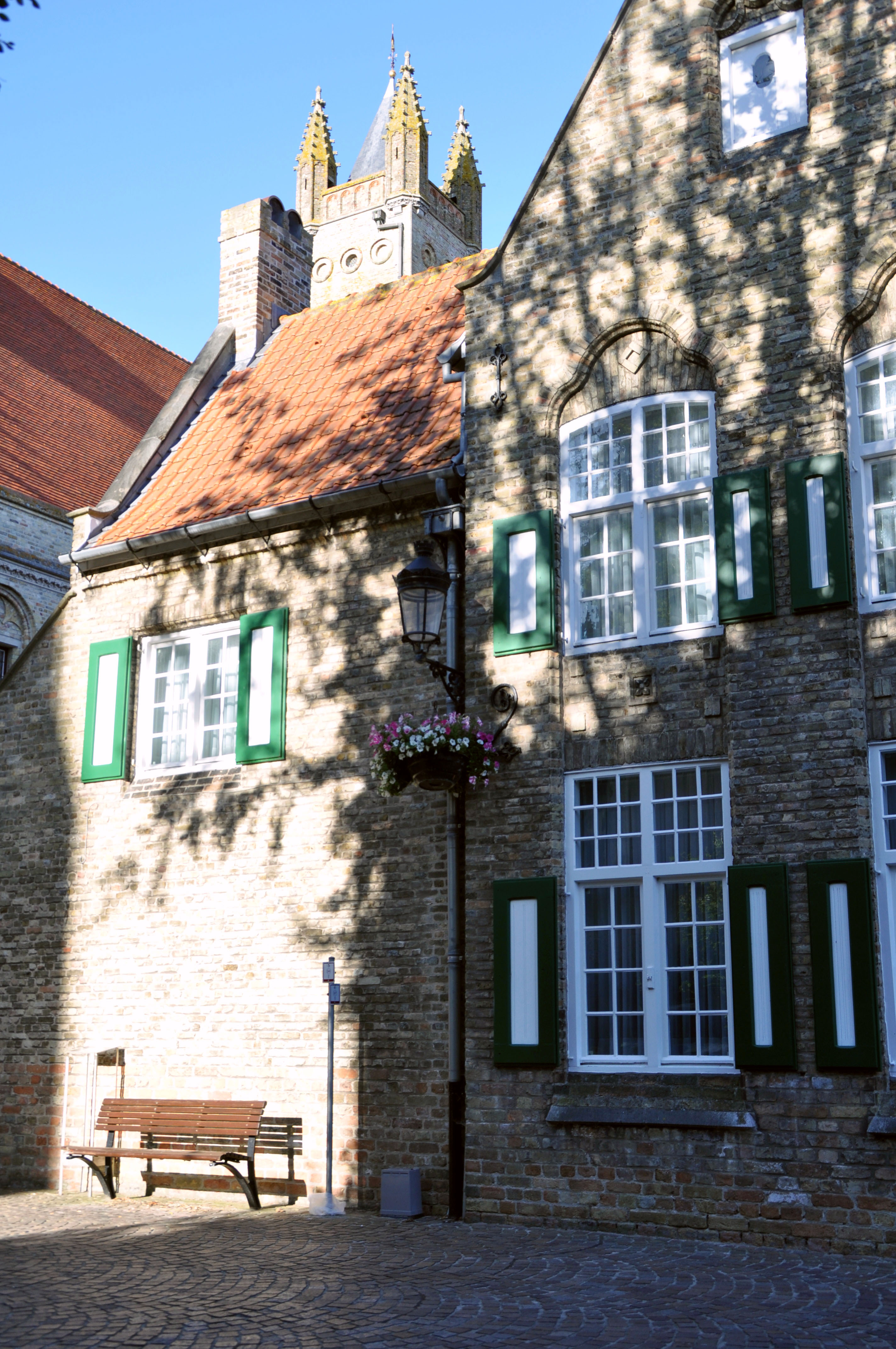
Place Hendrik Geeraert.
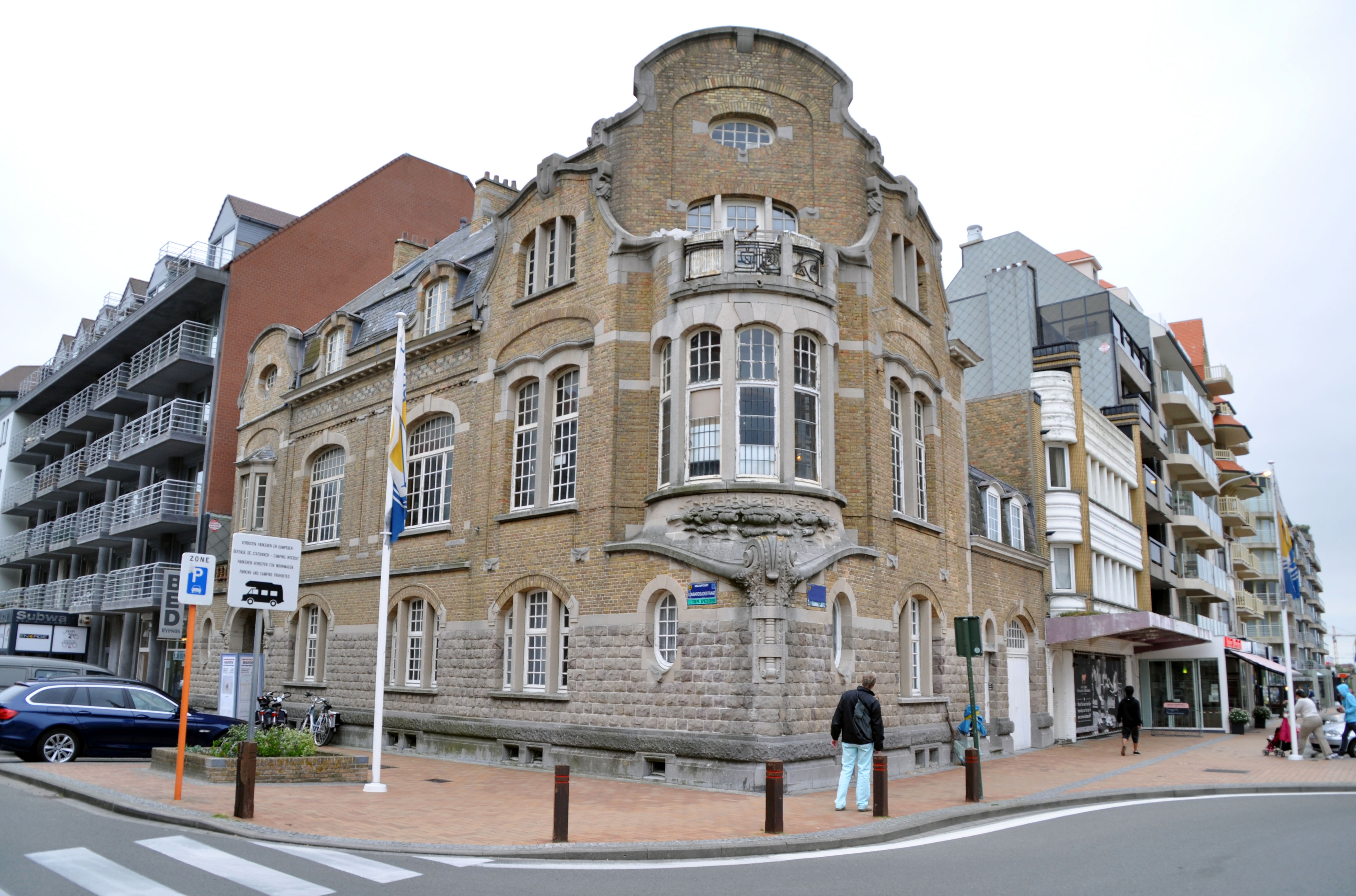
Villa Hurlebise.